# 창원시 소방본부
창원시 소방본부(昌原市 消防本部, Changwon Fire Service Headquarters)는 경상남도 창원시를 관할하는 창원시청 산하의 지방자치단체 소방본부이다. 경상남도 창원시 진해구 진해대로 1101에 위치하고 있고, 소방서의 역할도 담당하고 있으며, 경상남도 창원시 진해구를 관할하고 있다. 1소방본부, 3소방서, 26안전센터, 4구조대, 1소방정대, 1지역대를 두고 있다.
본부장으로는 소방준감 또는 소방정으로 보한다.

## 연혁
- 2012년 1월 1일 설치

### 역대 본부장
| 연혁  | 이름   | 임기                              |
| ----- | ------ | --------------------------------- |
| 제1대 | 김종길 | 2012년 1월 1일 ~ 2014년 6월 30일  |
| 제2대 | 박진완 | 2014년 8월 11일 ~ 2015년 6월 30일 |
| 제3대 | 정호근 | 2015년 7월 1일 ~ 2017년 6월 30일  |
| 제4대 | 권순호 | 2017년 7월 1일 ~ 2019년 12월 31일 |
| 제5대 | 이기오 | 2020년 1월 1일 ~ 2021년 6월 30일  |
| 제6대 | 김용진 | 2021년 7월 1일 ~ 2024년 12월 31일 |
| 제7대 | 이상기 | 2025년 1월 1일 ~                  |

## 조직
| - 소방정책과 - 소방정책팀 - 기획감사팀 - 회계장비팀 - 안전보건팀 | - 대응예방과 - 대응정책팀 - 예방홍보팀 - 구조구급관리팀 | - 안전체험운영단 - 운영지원팀 - 체험운영팀 | - 119종합상황실 - 정보통신팀 - 구급상황관리팀 - 상황 1·2·3·4팀 | - 소방행정과 - 소방행정팀 - 예산장비팀 | - 안전예방과 - 안전지도팀 - 예방교육팀 - 소방민원실 | - 대응총괄과 - 대응총괄팀 - 구조구급팀 | 현장대응단 - 지휘조사 1·2·3팀 |

## 산하기관
- 창원소방본부
- 의창소방서
- 성산소방서
- 마산소방서

## 관할센터 및 관할구역
창원시 소방본부는 5안전센터, 1구조대를 두고 있으며, 소방서 소속 19안전센터, 2구조대, 1소방정대, 1지역대를 산하에 두고 있다.
| 명칭                   | 사진 | 주소          | 관할구역                                                      | 지역대 |
| ---------------------- | ---- | ------------- | ------------------------------------------------------------- | ------ |
| 풍호119안전센터        |      | 진해대로 1101 | 창원시 진해구 풍호동, 장천동, 자은동, 북부동, 서중동, 죽곡동  |        |
| 대흥119안전센터        |      | 백구로 72     | 창원시 진해구 충무동, 여좌동, 태백동, 태평동, 중앙동          |        |
| 이동119안전센터        |      | 충장로 434    | 창원시 진해구 경화동, 석동, 이동                              |        |
| 웅동119안전센터        |      | 남의로 11     | 창원시 진해구 웅천동, 남양동, 소사동, 대장동, 마천동, 웅동1동 |        |
| 용원119안전센터        |      | 용원로 43     | 창원시 진해구 용원동, 안골동, 가주동, 웅동2동                 |        |
| 창원소방본부 119구조대 |      | 진해대로 1101 | 경상남도 창원시 진해구                                        |        |

## 같이 보기
- 대한민국 소방청
- 대한민국의 소방
- 대한민국 소방공무원